# Copenhagen Tomahawks
I Copenhagen Tomahawks sono una squadra di football americano di Copenaghen, in Danimarca, fondata nel 2002.
Nel 2017 hanno partecipato alla Nationalligaen e alla 2. division (uniti ai Køge Marines).

## Dettaglio stagioni

### Tornei nazionali

#### Campionato

##### Nationalligaen
| Stagione | regular season | regular season | regular season | regular season | regular season | regular season | playoff | playoff | playoff | playoff | playoff | playoff        | playoff          |
|          | Vin            | Par            | Per            | Tot            | PF             | PS             | Vin     | Per     | Tot     | PF      | PS      | risultato      | avversaria       |
| -------- | -------------- | -------------- | -------------- | -------------- | -------------- | -------------- | ------- | ------- | ------- | ------- | ------- | -------------- | ---------------- |
| 2012     | 1              | 0              | 9              | 10             | 42             | 464            | -       | -       | -       | -       | -       | Retrocessi     | -                |
| 2017     | 2              | 0              | 8              | 10             | 208            | 406            | 1       | 0       | 1       | 14      | 7       | Non retrocessi | Odense Badgers   |
| 2018     | 0              | 0              | 10             | 10             | 102            | 429            | 0       | 1       | 1       | 0       | 14      | Retrocessi     | Kronborg Knights |
| Totale   | 3              | 0              | 27             | 30             | 352            | 1299           | 1       | 1       | 2       | 14      | 21      |                |                  |

Fonti: Enciclopedia del Football - A cura di Massimo Mezzetti

##### Danmarksserien Kvinder
| Stagione | regular season | regular season | regular season | regular season | regular season | regular season | playoff | playoff | playoff | playoff | playoff | playoff     | playoff    |
|          | Vin            | Par            | Per            | Tot            | PF             | PS             | Vin     | Per     | Tot     | PF      | PS      | risultato   | avversaria |
| -------- | -------------- | -------------- | -------------- | -------------- | -------------- | -------------- | ------- | ------- | ------- | ------- | ------- | ----------- | ---------- |
| 2022     | 4              | 0              | 0              | 4              | 118            | 18             | -       | -       | -       | -       | -       | Campionesse | -          |
| Totale   | 4              | 0              | 0              | 4              | 118            | 18             | -       | -       | -       | -       | -       |             |            |

Fonti: Enciclopedia del Football - A cura di Massimo Mezzetti

##### Superserien för damer (primo livello femminile svedese)
| Stagione | regular season | regular season | regular season | regular season | regular season | regular season | playoff | playoff | playoff | playoff | playoff | playoff   | playoff    |
|          | Vin            | Par            | Per            | Tot            | PF             | PS             | Vin     | Per     | Tot     | PF      | PS      | risultato | avversaria |
| -------- | -------------- | -------------- | -------------- | -------------- | -------------- | -------------- | ------- | ------- | ------- | ------- | ------- | --------- | ---------- |
| 2018     | 0              | 0              | 6              | 6              | 6              | 224            | -       | -       | -       | -       | -       | -         | -          |
| Totale   | 0              | 0              | 6              | 6              | 6              | 224            | -       | -       | -       | -       | -       |           |            |

Fonti: Enciclopedia del Football - A cura di Massimo Mezzetti

##### Kvalifikations Ligaen/1. division
| Stagione | regular season | regular season | regular season | regular season | regular season | regular season | playoff | playoff | playoff | playoff | playoff | playoff                | playoff           |
|          | Vin            | Par            | Per            | Tot            | PF             | PS             | Vin     | Per     | Tot     | PF      | PS      | risultato              | avversaria        |
| -------- | -------------- | -------------- | -------------- | -------------- | -------------- | -------------- | ------- | ------- | ------- | ------- | ------- | ---------------------- | ----------------- |
| 2013     | 2              | 0              | 8              | 10             | 184            | 266            | -       | -       | -       | -       | -       | -                      | -                 |
| 2015     | 9              | 0              | 1              | 10             | 318            | 93             | 0       | 1       | 1       | 6       | 26      | Non promossi           | AaB 89ers         |
| 2016     | 10             | 0              | 0              | 10             | 395            | 64             | 1       | 0       | 1       | 44      | 15      | Promossi               | Horsens Stallions |
| 2019     | 3              | 0              | 5              | 8              | 162            | 250            | 1       | 0       | 1       | 20      | 2       | Vincitori Bowl "basso" | Kronborg Knights  |
| 2020     | 3              | 0              | 0              | 3              | 144            | 41             | -       | -       | -       | -       | -       | [ 2 ]                  | -                 |
| Totale   | 27             | 0              | 14             | 41             | 1203           | 714            | 2       | 1       | 3       | 70      | 43      |                        |                   |

Fonti: Enciclopedia del Football - A cura di Massimo Mezzetti

##### Division 1 för damer (secondo livello femminile svedese)
| Stagione | regular season | regular season | regular season | regular season | regular season | regular season | playoff | playoff | playoff | playoff | playoff | playoff   | playoff    |
|          | Vin            | Par            | Per            | Tot            | PF             | PS             | Vin     | Per     | Tot     | PF      | PS      | risultato | avversaria |
| -------- | -------------- | -------------- | -------------- | -------------- | -------------- | -------------- | ------- | ------- | ------- | ------- | ------- | --------- | ---------- |
| 2019     | 1              | 0              | 3              | 4              | 46             | 90             | -       | -       | -       | -       | -       | -         | -          |
| 2020     | 2              | 0              | 1              | 3              | 50             | 62             | -       | -       | -       | -       | -       | -         | -          |
| 2021     | 4              | 0              | 0              | 4              | 36             | 21             | -       | -       | -       | -       | -       | -         | -          |
| Totale   | 7              | 0              | 4              | 11             | 132            | 173            | -       | -       | -       | -       | -       |           |            |

Fonti: Enciclopedia del Football - A cura di Massimo Mezzetti

##### 2. division
| Stagione | regular season | regular season | regular season | regular season | regular season | regular season | playoff | playoff | playoff | playoff | playoff | playoff                                    | playoff    |
|          | Vin            | Par            | Per            | Tot            | PF             | PS             | Vin     | Per     | Tot     | PF      | PS      | risultato                                  | avversaria |
| -------- | -------------- | -------------- | -------------- | -------------- | -------------- | -------------- | ------- | ------- | ------- | ------- | ------- | ------------------------------------------ | ---------- |
| 2014     | 9              | 0              | 1              | 10             | 293            | 163            | 2       | 0       | 2       | 50      | 6       | Primo posto nel Girone 2 di qualificazione | [ 3 ]      |
| Totale   | 9              | 0              | 1              | 10             | 293            | 163            | 2       | 0       | 2       | 50      | 6       |                                            |            |

Fonti: Enciclopedia del Football - A cura di Massimo Mezzetti

##### Danmarksserien
| Stagione | regular season | regular season | regular season | regular season | regular season | regular season | playoff | playoff | playoff | playoff | playoff | playoff   | playoff    |
|          | Vin            | Par            | Per            | Tot            | PF             | PS             | Vin     | Per     | Tot     | PF      | PS      | risultato | avversaria |
| -------- | -------------- | -------------- | -------------- | -------------- | -------------- | -------------- | ------- | ------- | ------- | ------- | ------- | --------- | ---------- |
| 2016     | 4              | 0              | 6              | 10             | 222            | 327            | -       | -       | -       | -       | -       | -         | -          |
| Totale   | 4              | 0              | 6              | 10             | 222            | 327            | -       | -       | -       | -       | -       |           |            |

Fonti: Enciclopedia del Football - A cura di Massimo Mezzetti

### Riepilogo fasi finali disputate
| Anno              | Luogo      | Evento                | Fase del torneo      | Incontro                                 | Risultato |
| 3 ottobre 2015    | Aalborg    | Kvalifikations Ligaen | Spareggio promozione | AaB 89ers - Copenhagen Tomahawks         | 26 - 6    |
| 30 ottobre 2016   | Horsens    | Kvalifikations Ligaen | Spareggio promozione | Horsens Stallions - Copenhagen Tomahawks | 15 - 44   |
| 30 settembre 2017 | Copenaghen | Nationalligaen        | Playout              | Copenhagen Tomahawks - Odense Badgers    | 14 - 7    |
| 6 ottobre 2018    | Copenaghen | Nationalligaen        | Playout              | Copenhagen Tomahawks - Kronborg Knights  | 0 - 14    |
| 29 settembre 2019 | Helsingør  | 1. division           | Bowl "basso"         | Kronborg Knights - Copenhagen Tomahawks  | 2 - 20    |

## Palmarès
- 1 Campionato danese femminile (2022)
- 1 Campionato norvegese femminile (2018)